# Nurmijärvi
Nurmijärvi finnországi település Helsinkitől mintegy 30 km-re északra. Lakossága 44 437 (2022-os adatok alapján), területe 367,26 km². 

## Történelem
A település nevét az egykori Nurmijärvi-tóról kapta. A közösség közepén volt. Az 1920-as és az 1950-es évek között mezőgazdasági területre csatornázták. Nurmijärvi a 21. század elején a leggyorsabban fejlődő település a Uusimaa régióban a lakosság számát tekintve. Legnagyobb faluja, Klaukkala (svédül Klövskog) mintegy 20 000 lakossal rendelkezik.

## A város szülöttei
- Aleksis Kivi (1834–1872), Finnország nemzeti írója a Nurmijärvihez tartozó Palojoki(wd) faluban született.[2]

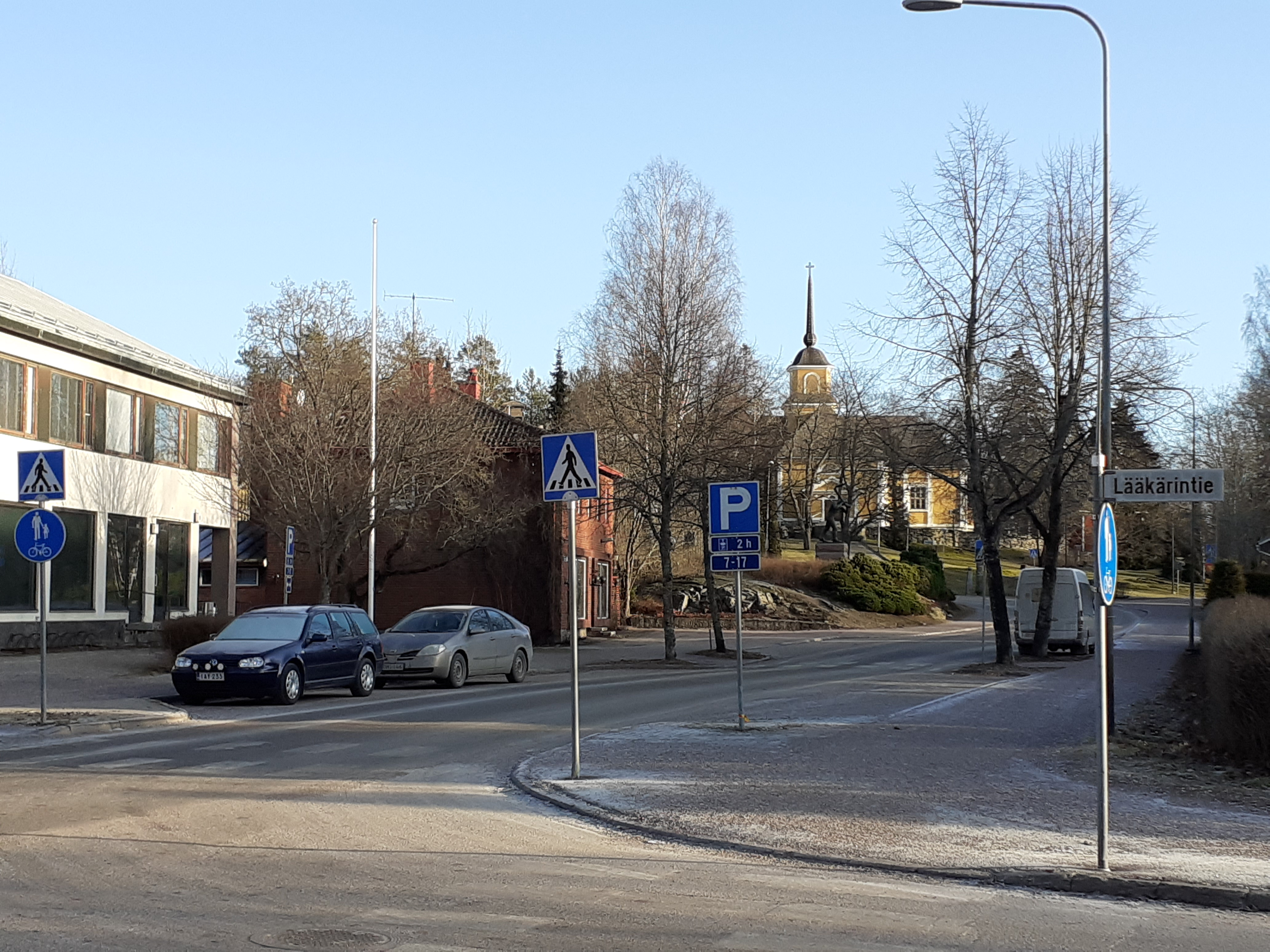
Nurmijärvi templomfalu utcaképe 2020-ban.

- Timo Tolkki(wd) (* 1966), zenész
- Pikku G(wd) (* 1987), zenész
- Riikka Honkanen(wd) (* 1998), alpesi síelő
- Jesse Krohn(wd) (* 1990), autóversenyző